# Gustaf Rabe (skolman)

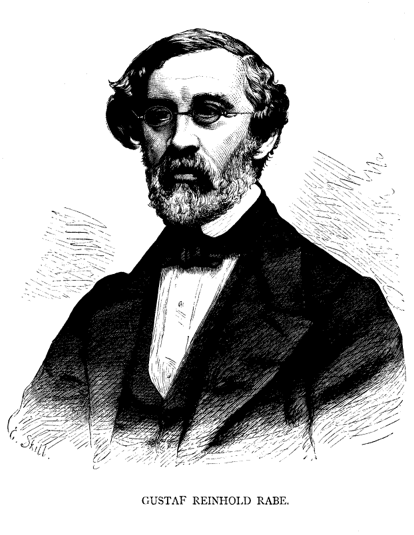
Gustaf Rabe.

Gustaf Reinhold Daniel Rabe, född 25 januari 1813 i Gärdhems församling (Velanda säteri), död 7 november 1870 i Sankt Nikolai församling i Stockholm, var en svensk skolman och läroboksförfattare. Han var halvbror till Julius och Alida Rabe.

## Biografi
Rabe blev 1828 student vid Uppsala universitet, 1836 filosofie magister och 1837 docent i estetik. År 1841 blev han tillförordnad lektor i romersk vältalighet och poesi vid Stockholms gymnasium, 1843 ordinarie lektor och 1853 rektor. Som ansedd lärare blev han ledamot i åtskilliga kommittéer för undervisningsväsendet och var länge studiedirektor vid Högre lärarinneseminariet. Han ivrade för de klassiska studiernas upprätthållande, mot mångläseriet i skolorna och för betydelsen av det personliga elementet vid undervisningen. Från 1862 var han ledamot av Vitterhets-, historie- och antikvitetsakademien.
Rabes läroböcker, bland annat Latinsk grammatik för skolor och gymnasier (1845; femte upplagan 1869), Latinsk grammatik för begynnare (1849; femte upplagan 1870), Latinsk läsebok (1849; tredje upplagan 1863), Latinska skriföfningar (1851; tredje upplagan 1864) var på sin tid allmänt brukade och ansedda. Frukterna av sina filologiska studier nedlade han huvudsakligen i sina rektorsprogram, bland annat Om oratio obliqua i latinet (1855), Om klassicitet (1857), Om nordens äldsta kultur (1865) och Om de homeriska sångernas förhållande till lifvet och bildningen (1868). Dessutom offentliggjorde han flera rent pedagogiska uppsatser i tidskrifter. Särskilt kan nämnas Om uppfostringsväsendet hos romarne (Vitterhets-, historie- och antikvitetsakademiens handlingar, Ny följd IV 1864). Rabe är begravd på Norra begravningsplatsen utanför Stockholm.